# Вулиця Ернеста Хемінгуея
Вулиця Ернеста Хемінгуея — вулиця в Амур-Нижньодніпровському районі міста Дніпро. Починається від перехрестя із вулицею Володимира Пилишенка.

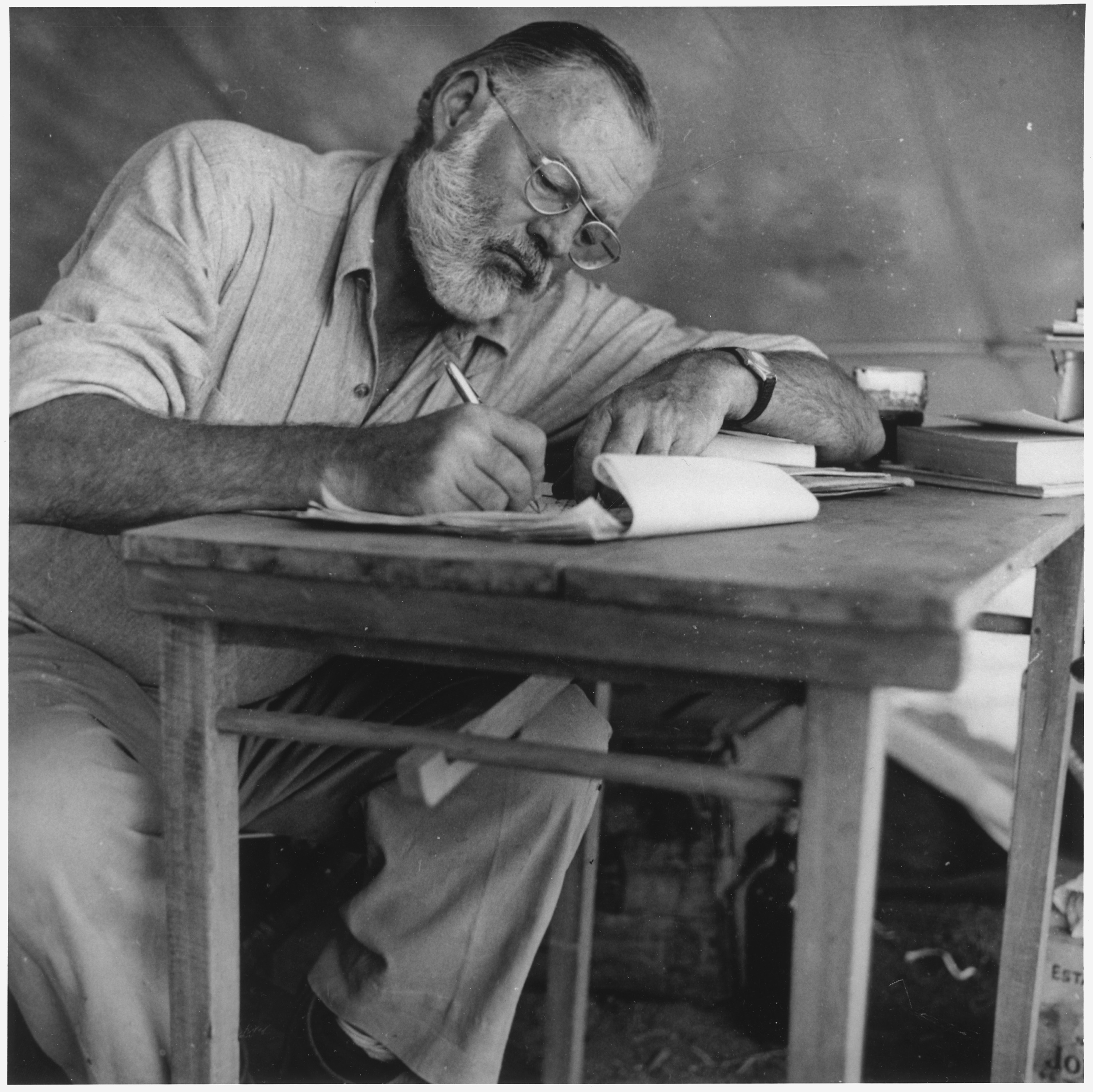
Ернест Гемінґвей

## Назва
Вулиця носить назву на честь американського письменника, лауреат Нобелівської премії з літератури 1954 року Ернеста Хемінгуея.

## Історія
2018 – 2019 рр. розроблено спеціальний проєкт землекористування, яким передбачено прокладення вулиці між вулицею Володимира Пилишенка та тупиком у місці сходження вулиці Володимира Пилишенка та Полтавським шосе.
20 березня 2019 року Дніпровська міська рада присвоїла одному з нових проїздів назву - "вулиця Ернеста Хемінгуея".

## Перехресні вулиці
- вулиця Широка

## Будинки
- №1 (з 2019 року)[2]
- №7 (з 2021 року)[3]
- №9 (з 2021 року)[4]